# Hans Wilhelm Harder
Hans Wilhelm Harder (* 1. Februar 1810 in Schaffhausen; † 5. September 1872 ebenda) war ein Schweizer Beamter, Heimatforscher und Zeichner.

## Leben
Harder war Sohn des Knopfmachers Johann Christoph Harders. Im Alter von fünfzehn Jahren musste er das Gymnasium in Schaffhausen verlassen, da er bei seinem Vater den Beruf als Knopfmacher erlernen sollte. Harder ging nach Ende der Ausbildung auf Wanderschaft, musste jedoch 1831 nach nicht einem Jahr zurückkehren, da sein Vater zum Militär eingezogen wurde und er die Werkstatt weiterführen sollte. Kurz darauf wurde er jedoch selbst eingezogen. Später ging er erneut auf Wanderschaft. 1832 erhielt er bei seinem Onkel in Aarau eine Anstellung, bevor er 1834 als Stadtratsdiener in Schaffhausen ausgelost wurde. Ab diesem Zeitpunkt begann er seine Studien als Heimatforscher.
Harder wurde 1848 zum kantonalen Gefängnisdirektor gewählt. Er besuchte daraufhin verschiedene Strafanstalten, um das Gefängniswesen in Schaffhausen zu reformieren. Seine Freizeit widmete er neben der Erforschung der Geschichte Schaffhausens auch der Erhaltung von Kunstdenkmälern in Schaffhausen und dem Sammeln von Altertümern. Seine Urkundensammlung wurde in das Staatsarchiv Schaffhausen aufgenommen. Auch legte er die Grundlagen für das Stadtarchiv Schaffhausen. Mit Johann Jakob Mezger rief er den Historischen Verein des Kantons Schaffhausen ins Leben, ausserdem wirkte er als Stadtgenealoge, wobei er 216 Geschlechter erfasste.
Harder erlernte das Zeichen bei Johann Jakob Beck. Er hielt daraufhin das Schaffhausen seiner Zeit auf etwa 245 Blättern fest. Er zeichnete viele historische Gebäude kurz vor ihrem Abriss, teilweise am selben Tag. Neben den Zeichnungen wird heute seinem 18 Bände umfassenden Tagebuch ein erheblicher Quellwert für die Geschichte Schaffhausens attestiert.

## Werke (Auswahl)
- mit Eduard Im-Thurn: Chronik der Stadt Schaffhausen. Brodtmann, Schaffhausen 1844.
- Historische Beschreibung des Munots zu Schaffhausen. Murbach und Selzer, Schaffhausen 1846.
- Leben und Schicksale der Juden in Schaffhausen, Gelzer, Schaffhausen 1863.
- Der Rheinfall und seine Umgebung. Hurter, Schaffhausen 1864.
- Die Gesellschaft zun Kaufleuten: ein Beitrag zur Zunft- und Sittengeschichte der Stadt Schaffhausen. Brodtmann, Schaffhausen 1867.
- (Hrsg.): Beiträge zur Schaffhauser Geschichte. 3 Hefte, Bordtmann, Schaffhausen 1867–1870.
- Das Clarissinnen-Kloster Paradies, bis zum Schluss der Schirmvogtei der Stadt Schaffhausen. Brodtmann, Schaffhausen 1870.